# Montalbano Jonico
Montalbano Jonico é uma comuna italiana da região da Basilicata, província de Matera, com cerca de 7.985 habitantes. Estende-se por uma área de 132 km², tendo uma densidade populacional de 60 hab/km². Faz fronteira com Craco, Pisticci, Scanzano Jonico, Stigliano, Tursi.

## Demografia
| Variação demográfica do município entre 1861 e 2011                               |
|                                                                                   |
| Fonte: Istituto Nazionale di Statistica (ISTAT) - Elaboração gráfica da Wikipedia |